# Murex bourgeoisi
Espèce
Murex bourgeoisi est une espèce éteinte de gastéropodes marins de la famille des Muricidae. 
Cette espèce a vécu au cours du Miocène moyen (étage Langhien) en particulier dans la mer des faluns de Touraine,.